# 노이브란덴부르크구

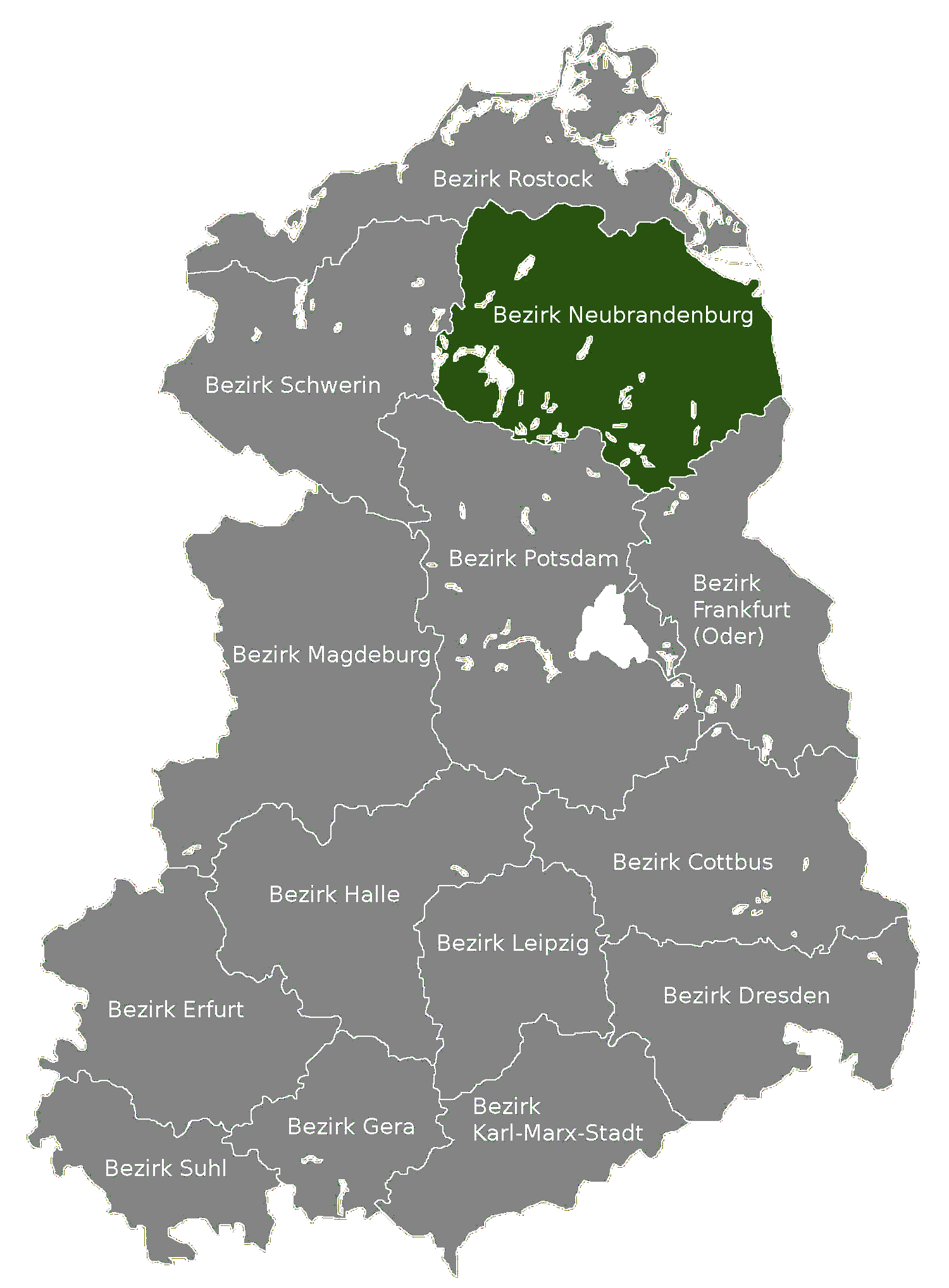
노이브란덴부르크 구의 위치

노이브란덴부르크구(독일어: Bezirk Neubrandenburg)는 과거 동독(독일 민주 공화국)에 존재했던 14개 구 가운데 하나로 구청 소재지는 노이브란덴부르크였다.

## 행정 구역 정보
- 구청 소재지: 노이브란덴부르크
- 면적: 10,948km2
- 인구: 620,500명 (1989년 당시 기준)
- 인구 밀도: 57명/km2
- 차량 번호판 코드: C
- 하위 행정 구역: 14개 군, 1개 시

## 역사
1952년 7월 25일에 시행된 행정 구역 개편 당시에 폐지된 주를 대신하여 신설된 14개 구 가운데 하나였다. 1990년 동서독 통일 당시에 메클렌부르크포어포메른 주에 편입되었다.

## 지리
동독 북동부에 위치한 구였으며 동쪽으로는 폴란드와 국경을 접하고 있었다. 북쪽으로는 로스토크 구, 서쪽으로는 슈베린 구, 남쪽으로는 포츠담 구, 프랑크푸르트 구와 접하고 있었다.

### 하위 행정 구역
- 14개 군(Landkreise): 알텐트레프토프 군(Altentreptow), 앙클람 군(Anklam), 데민 군(Demmin), 말힌 군(Malchin), 노이브란덴부르크란트 군(Neubrandenburg-Land), 노이슈트렐리츠 군(Neustrelitz), 파제발크 군(Pasewalk), 프렌츨라우 군(Prenzlau), 뢰벨/뮈리츠 군(Röbel/Müritz), 슈트라스부르크 군(Strasburg), 템플린 군(Templin), 테테로프 군(Teterow), 위커뮌데 군(Ueckermünde), 바렌 군(Waren)
- 1개 시(Stadtkreise): 노이브란덴부르크 시(Neubrandenburg)